# Upplands runinskrifter 771
Upplands runinskrifter 771 är en vikingatida runristning på ett jordfast stenblock av granit i Tjursåker, Vårfrukyrka socken och Enköpings kommun. Flyttblocket är 3 gånger 3 meter stort och 1,8 meter högt, något avsmalnande mot toppen. På den nordöstra sidan finns runslingor över nästan hela ytan. Runhöjden är 7,5-10 centimeter. 50 meter söder om runblocket finns den i äldre tid kallade "Ristingsbro", en bro med namn efter runristningen. Stenen är inte lämplig för ristning. Att stenen ändå valts ut för en ristning beror rimligen på det lämpliga läget, precis vid den gamla färdvägen.

## Inskriften
Translitterering av runraden:
: alsten : lt : hkua : sten : ʀfti : esmon : faþu... ... : sakse : tyþr þuir : syni sinum : tiþkumi : iyk : sten þino
Normalisering till runsvenska:
Hallstæinn let haggva stæin æftiʀ Æistmann, faðu[r] ... Saxi dauðr(?) Þiur(?), syni sinum. Tiðkumi hiogg stæin þenna.
Översättning till nusvenska:
Hallsten lät hugga stenen efter ... sin son. Tidkume högg denna sten.